# Pilocrocis granjae
Pilocrocis granjae là một loài bướm đêm trong họ Crambidae.